# Jocelyne Constant
 (décembre 2020).
Pour les articles homonymes, voir Constant.
Jocelyne Constant, née en Haïti, est une travailleuse sociale, activiste, défenseur des droits de la jeunesse résidant à Ottawa au Canada. Ancienne fonctionnaire du gouvernement fédéral canadien, elle est principalement connue pour son engagement dans la défense des droits des jeunes et femmes immigrants au sein de la communauté francophone d'Ottawa. Elle est depuis 2011, membre du Conseil d’administration de la Cité Collégiale.

## Biographie
Jocelyne Constant est née en Haïti dans une famille de 21 enfants. Elle grandit en Haïti et y poursuit ses études secondaires jusqu'à l'obtention de son baccalauréat. 
Elle immigre au Canada après des études universitaires et s'y installe. Elle suit des études universitaires au Canada et obtient ses diplômes. Elle travaille ensuite pendant 17 ans au sein de la fonction publique en tant que spécialiste des études de marché, puis décide de quitter son emploi pour se lancer dans le travail communautaire et la défense des droits des jeunes, des femmes et des migrants.
Jocelyne Constant est reconnue au sein de la communauté noire d'Ottawa comme une bâtisseuse de ponts entre les communautés. Elle œuvre depuis vingt-cinq ans à la promotion des enjeux des communautés francophones et noires au multiculturalisme à travers la diversité culturelle et raciale au sein des institutions canadiennes qu'elle veut voir plus inclusives.
Jocelyne a siégé dans plusieurs conseils d’administration parmi lesquels celui du Collège la Cité, le Réseau local d’intégration des services de santé (RLISS) de Champlain et celui de l’Organisme communautaire Rideau-Rockcliffe. 

## Distinctions
En 2005, elle reçoit la mention Femme de distinction du YMCA d’Ottawa. En 2008, elle remporte le prix Martin Luther King DreamKeepers.